# جيرمين بالمر
جيرمين بالمر (بالإنجليزية: Jermaine Palmer)‏ (28 أغسطس 1986 بدربي في المملكة المتحدة - ) هو لاعب كرة قدم بريطاني في مركز الهجوم. لعب مع ستوك سيتي وغريمسبي تاون ونادي فيكينغور ونادي يورك سيتي ونادي سكاربورو وغرانتهام تاون ‏ وIlkeston F.C. ‏ ووركشوب تاون ‏ وHalesowen Town F.C. ‏ وAlfreton Town F.C. ‏ وهنكلي يونايتد ‏ ونادي كوربي تاون ونادي بوسطن تاون ‏ وHolbeach United F.C. ‏ وQuorn F.C. ‏ ونادي ويموث ونادي لونغ إيتون ‏.

## وصلات خارجية
- جيرمين بالمر على موقع قاعدة بيانات كرة القدم.إي يو (الإنجليزية)
- جيرمين بالمر على موقع Soccerbase.com (لاعب) (الإنجليزية)